# Menjamel boscà
El menjamel boscà (Microptilotis montanus) és un ocell de la família dels melifàgids (Meliphagidae).

## Hàbitat i distribució
Habita els boscos de les muntanyes a l'illa de Batanta (a les Raja Ampat) i nord de Nova Guinea, des de la Península de Doberai cap a l'est.